# 허클베리 피
허클베리 피(Huckleberry P, 본명: 박상혁, 1984년 6월 4일 ~ )는 대한민국의 힙합 음악가 및 MC 겸 래퍼이다. 대한민국 힙합의 대표적인 프리스타일 MC로 손꼽힌다. 별칭으로 헉피(Huck P)가 있다. 2007년에 칠린스테고의 Lucky #7 음반에 참여하며 데뷔했고 프리스타일 및 공연 참여로 인지도를 높이며 2008년에는 JJK 등과 함께 디-리그(D-League)를 결성해 음반을 발매하였다. 2009년에는 프로듀서 소울피쉬와 함께 One MC, One Producer 체제로 피노다인을 결성해 EP Pish!를 냈다. 스튜디오에서 프리스타일 랩을 선보이는 마이크스웨거에서는 뛰어난 프리스타일 랩 실력으로 열광적인 호응을 얻었다. 당시 프리스타일 랩에서 그 전에 마이크스웨거에 출연했던 바스코 (현 빌스택스)가 언급되어 그를 디스한 것이 아니냐는 추측성 의견이 있었지만 직접 글을 올려 리스펙의 표시라고 해명했다. 2010년 11월 30일에는 피노다인의 정규 1집 Pinovation이 발매되었다. 또한, 허클베리 피는 하이라이트 레코즈에 입사하여, 팔로알토-비프리와 함께 많은 힙합 매니아들의 사랑을 얻고있다.

## 학력
- 휘문고등학교
- 백석예술대학교 실용음악과

## 음반
- 2007년 10월 4일 - 칠린스테고 - Lucky #7
- 2008년 12월 11일 - 디-리그 - Defiga presents D-League
- 2011년 10월 20일 - 허클베리피 - Man In Black
- 2012년 5월 3일 - 허클베리피, 수다쟁이 - Get Backers
- 2014년 3월 28일 - 허클베리피 - gOld
- 2015년 11월 19일 - 허클베리피 - Everest
- 2016년 6월 10일 - 허클베리피 - 점
- 2016년 11월 4일 - 허클베리피 - 박상혁
- 2017년 8월 23일 - 허클베리피 - Thank You
- 2017년 10월 14일 - 허클베리피, 팔로알토, G2 - Rapflicks
- 2017년 10월 24일 - 허클베리피 - Human Torch
- 2017년 11월 10일 - 허클베리피 - One Of Them
- 2018년 11월 2일 - 허클베리피 - 수수방관
- 2019년 5월 18일 - 허클베리피 - 그란도시즌
- 2019년 6월 2일 - 허클베리피 - DNA (Youth Remix) (Feat. 조원우, Rohann, HAON&이영지)
- 2019년 12월 3일 - 아마두 (Feat. 우원재, 김효은, 넉살, 허클베리피)
- 2019년 11월 21일 - 허클베리피 - CHELLA
- 2021년 6월 4일 - 허클베리피 - 라 데시마 (Feat. 한요한)

### 피노다인
- 2009년 7월 14일 - EP Pish!
- 2010년 11월 30일 - 정규 1집 Pinovation
- 2011년 8월 24일 - RH- 7th `파인` (罷人, Fine) [Single]
- 2013년 2월 28일 - 캥거루 (Single)
- 2013년 4월 1일 - 정규 2집 Pinocchio
- 2014년 11월 19일 - EP her
- 2019년 9월 11일 - EP Dm7

## 출연 작품

### 방송
- JTBC 《힙합의 민족 2》
- XtvN 《오늘도 힙합》 (6회 ~ 8회)

### 영화
| 연도 | 제목              | 역할 | 비고 |
| ---- | ----------------- | ---- | ---- |
| 2012 | 투 올드 힙합 키드 | 본인 |      |
| 2018 | 리스펙트          | 본인 |      |

## 논란

### 음주운전 자진고백
허클 베리피 7월 14일 새벽 음주상태로 선행차량과 접촉사고